# Mohamed Abdallahi Ould Syam
Mohamed Abdallahi Ould Syam (Kiffa, 1958) es un político y abogado mauritano, ministro de Salud en el gobierno bajo control militar surgido tras el golpe de Estado de 2008, con Mulay Uld Mohamed Laghdaf como primer ministro.
Doctor en Derecho por la Universidad Hassan II de Rabat, especializado en derecho público y relaciones internacionales.
Abogado de profesión, ha sido también profesor de la Escuela Nacional de Administración en Nuakchot, miembro del Consejo constitucional, Consejero de la Presidnecia de la República, Secretario del Consejo Superior de la Magistratura y Presidente del consejo de administración de la Televisión de Mauritania.